# Panhard & Levassor Type X2
Der Panhard & Levassor Type X2 ist ein frühes Pkw-Modell. Hersteller war Panhard & Levassor in Frankreich.

## Beschreibung
Die Fahrzeuge haben einen von Arthur Constantin Krebs entwickelten Ottomotor. Im Motorcode „U2E“ steht das „U“ für den neu entwickelten Monoblockmotor und die „2“ für die Anzahl der Zylinder.
Der Zweizylinder-Reihenmotor hat 80 mm Bohrung, 120 mm Hub und 1206 cm³ Hubraum. Er wurde auch 8 CV genannt. Eine Kardanwelle überträgt die Motorleistung zur Hinterachse.
Im einzigen Produktionsjahr 1909 wurden 57 Fahrzeuge gefertigt. Davon wurden zehn exportiert wurden.
Im selben Jahr folgte der Type X6.